# Péchy Tamás
Pécsújfalusi Péchy Tamás (Alsókázsmárk (ma Kázsmárk), 1828. december 6. – Alsókázsmárk, 1897. szeptember 17.) magyar politikus, országgyűlési képviselő, közmunka- és közlekedésügyi miniszter, a képviselőház elnöke, evangélikus egyházkerületi felügyelő.

## Élete

### Ifjúsága
1828-ban született a Péchy család Alsó-kázsmárki birtokán. Édesapja a család evangélikus ágából származó Péchy Tamás (1792–1862), a szikszói járás főszolgabírója, később táblabíró; édesanyja a fiatalon elhunyt Bárczay Katalin (1802–1832) volt. Szülei házasságából 4 gyermek született, Péchy Tamás volt a legfiatalabb, két bátyja Gábor (1822–1877), István (1826–1905) huszárhadnagy, és egy Katalin (1820–1905) nevű nővére, aki Darvas Antalnak, Darvas Imre főispán testvérének lett a felesége.
Tanulmányait Kázsmárkon kezdte, Lukács Pál felügyelete mellett. Középiskolai tanulmányait pedig Eperjesen és Sárospatakon végezte, ezidőben Tompa Mihály volt a nevelője. A jogi akadémia elvégzése után fogalmazó lett, de amikor 1848-ban kirobbant a forradalom, ő is katonának állt, honvédként lépett a seregbe. A forradalmat végigküzdötte és kapitányi rangig emelkedett. A világosi fegyverletétel után elfogták és közlegényként sorozták be az osztrák seregbe, ahol fél évig teljesített szolgálatot. Ezután hosszabb utat tett Nyugat-Európában, ahol több egyetemen is megfordult, természettudományi, geológiai tanulmányokat folytatott. Utazásáról visszatérve pedig birtokain gazdálkodott.

### Politika pályája

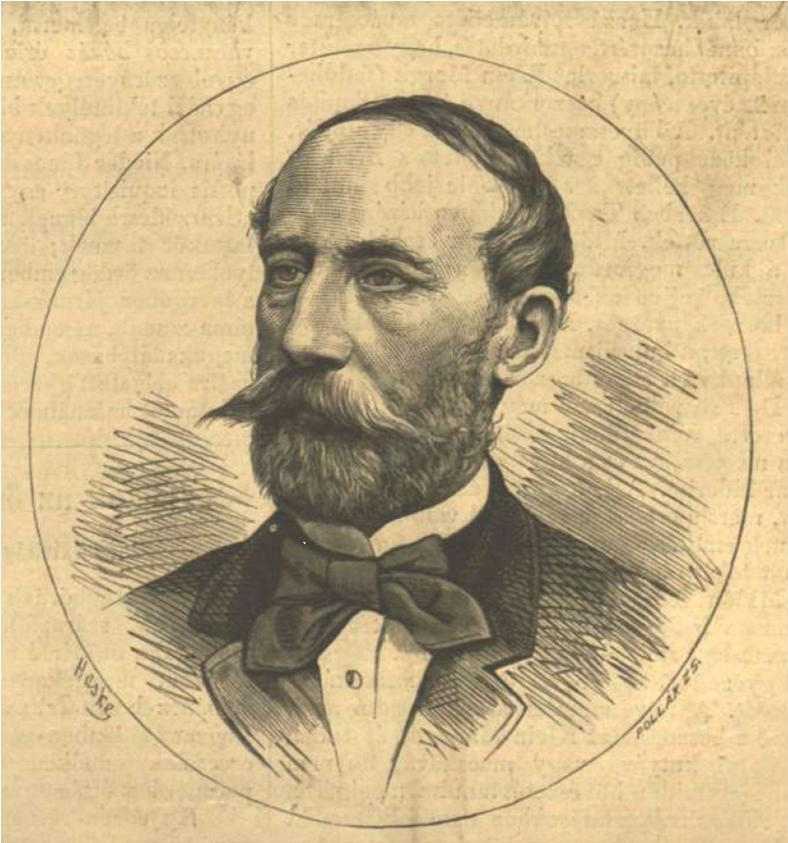
Miniszteri kinevezésekor közölt kép, 1875

Politikai pályáját 1861-ben kezdte, amikor is Abaúj vármegye bizottsági tagjai közé választották. Gyorsan emelkedett a ranglétrán és már 1867-ben a vármegye alispánja lett, 1868-ban ezt a tisztséget a szikszói kerület képviselőségére cserélte fel. A képviselőházban a balközépi ellenzékhez csatlakozott Tisza Kálmán híveként. Mikor pártja egyesült a kormánypárttal, belépett a Szabadelvű Pártba és 1875. március 2-án kinevezték közmunka- és közlekedésügyi miniszterré, ilyen tisztségben maradt 5 évig, Wenckheim Béla és Tisza Kálmán miniszterelnöksége alatt. Közlekedési miniszterként egyik legfontosabb célja a vasutak ügykezelési nyelvének magyarrá tétele volt, emellett az ő nevéhez fűződik a vasutak államosításának megkezdése is (tiszai vasút), valamint a magyar állami vasúti politika megindítása, amit aztán Baross Gábor fejlesztett tovább nagy sikerrel.
1880. április 14-én letéve miniszteri tisztségét, a képviselőház elnökévé választották Szlávy József utódjául. Ezt a megbízatást 13 éven keresztül látta el. 1892-ben az új ülésszak kezdetével a Szabadelvű Párt leváltotta házelnöki tisztjéről, helyére pedig Bánffy Dezsőt helyezte. Az egyházpolitikai törvény tárgyalásáig a pártban maradt, utána kilépett és a pártonkívüliek elnöke lett.

### Egyházi szerepe
Édesapjához hasonlóan – aki az abaúji evangélikus egyház tanácsbírája és a kázsmárki egyház főgondnoka, 1859 tavaszán történt balesetéig (elesett, megbénult) – Péchy Tamás is rangos egyházi címeket viselt. 1871-ben, Tokajban a Hegyaljai Evangélikus Egyházmegye egyházmegyei felügyelőjévé választotta. A Tiszai Evangélikus Egyházkerület felügyelőjeként 1876. augusztus 9-én, Jolsván történt beiktatásától haláláig szolgálta az egyházat. 1891 és 1894 között az evangélikus egyház egyetemes zsinatának világi elnöke volt.
1880-ban a közügyek terén tett erőfeszítéseiért belső titkos tanácsosi kinevezést kapott, emellett a Vaskorona-rend I. osztályú kitüntetésének tulajdonosa, melyet 1883-ban érdemelt ki. 1884 és 1897 között az Országos Kaszinó igazgatója.
Az országgyűlés nyári szünetére hazavonult Abaúj megyébe, 1897. szeptember 17-én szülőhelyén, Alsó-Kázsmárkon érte a halál. Szeptember 21-én helyezték örök nyugalomra alsó-kázsmárki családi sírboltjába.

## Családja
1857. május 28-án Átányban feleségül vette nagykereki Mensáros (Menszáros) Albertinát, Mensáros Károly és a czikói ágból származó Péchy Mária leányát. Házasságukat bő gyermekáldás kísérte.
- Gábor (Szárazbeő, 1858.február 18 – Alsókázsmárk, 1888. október 6.) huszárhadnagy, országgyűlési képviselő. 1878-ban kezdte jogi tanulmányait Bécsben és a Budapesti Tudományegyetemen végezte, hol 1885-ben a kapta meg oklevelét. 1881-ben letévén a tartalékos tiszti vizsgát, kinevezték a császári és királyi 4. huszárezredhez tartalékos tisztként. 1884-ben a nyíregyházi kerület országgyűlési képviselőjévé választották. 1882. november 7-én Budapesten vette feleségül Stróbentz Annát.
- Mária   (Szárazbeő, 1858. november 21. – Pest, 1872. május 3.)
- Margit  (Szárazbeő, 1860. augusztus 27. – Krivány, 1948. november 30), aki 1877. augusztus 20-án, Kázsmárkon ment feleségül kálnói és ádámföldi Bornemissza Lajos, országgyűlési képviselőhözhoz
- Albertina   (Szárazbeő, 1861. november 30. – Kázsmárk, 1880. október 12.), férje nagyréti Darvas Béla a császári és királyi kamarás
- József (Kázsmárk, 1863. január 4. – Pele, 1885. szeptember 3.)
- Vilma (*Kázsmárk, 1864. április 17.), aki 1890. szeptember 10-én nagydobói és marosdecsei Décsey Lajos felesége lett
- Tamás (Kázsmárk, 1865. június 29 – Kázsmárk, 1867. január 15.)
- István (Kázsmárk, 1866. október 15 – Kázsmárk, 1869. május 16.)
- Tamás (*Kassa, 1868. április 5.)
- Gáspár (Kázsmárk, 1871. szeptember 11. – Torna, 1929. május 8.) Középiskolai tanulmányait Pozsonyban és Drezdában végezte, majd a Budapesten szerzett jogi diplomát. Szepsiben kezdte közigazgatási pályafutását, később 1895. december 16-tól Tornán volt főszolgabíró, betegsége miatt hamar nyugalomba vonult. Neje Bartóky Mária, írónő volt, aki a Nagyasszony (A Prágai Magyar Hírlap havi melléklete) című lapot szerkesztette.